# Butterflies and Hurricanes
Butterflies and Hurricanes – singel angielskiego zespołu rockowego Muse z ich trzeciego albumu, Absolution. Został wydany 20 września 2004 roku, osiągając 14. miejsce na liście UK Singles Chart. Jest to jedna z dwóch piosenek nagranych z sekcją smyczkową; uwagę zwraca przede wszystkim fortepianowy motyw w stylu Rachmaninowa, pojawiający się w dalszej części kompozycji.
Utwór odnosi się do tzw. efektu motyla, będącego częścią teorii chaosu; opisuje on, w jaki sposób pojedynczy ludzie potrafią zmieniać świat, tak jak motyl odwracający bieg huraganu.
„Butterflies and Hurricanes” zadedykowany był zmarłemu krótko po koncercie Muse na Glastonbury Festival ojcu perkusisty Dominica Howarda.
Utwór ten występuje w kilku wersjach. Oryginalnie wstęp, zwrotka i refren zagrane były na keyboardzie, jednak w czasie trasy koncertowej promującej Absolution zespół zaaranżował je w wersji gitarowej, dodając rozbudowaną solówkę przed motywem fortepianowym oraz solo na gitarze basowej, dające Matthew Bellamy’emu czas na zmianę instrumentu z gitary na keyboard. Wersja singlowa grana jest zarówno na gitarze, jak i na keyboardzie, jednak pozbawiona jest solówki gitarowej i fragmentu fortepianowego przejścia, co zmniejszyło długość utworu z 5:01 do 4:48. Wreszcie wersja radiowa całkowicie omija to przejście, skracając całość do 4:10.
Wideoklip zawiera fragmenty „Butterflies and Hurricanes” grane podczas różnych koncertów trasy Absolution, wzbogacone o kolorowe efekty oraz zdjęcia rzymskiego Koloseum.
Pierwsze wykonanie utworu na żywo miało miejsce na Melkweg w Amsterdamie 3 września 2003 roku, podczas gdy solo fortepianowe miało swoją koncertową premierę na Montreux Jazz Festival 8 lipca 2002 roku.
Cover „Butterflies and Hurricanes”, nagrany przez pianistę Williama Josepha z akompaniamentem orkiestry, znalazł się na jego albumie Within z 2004 roku.
Utwór został również wykorzystany jako główna piosenka wydanej w 2005 roku przez Sony Computer Entertainment gry Formula One.

## Lista utworów

### CD
1. „Butterflies and Hurricanes” (single version) – 4:48
2. „Sing for Absolution” (live akustycznie w BBC Radio 2)

### Winyl 7"
1. „Butterflies and Hurricanes” (full length) – 5:01
2. „Butterflies and Hurricanes” (z Glastonbury Festival 2004)

### DVD
1. „Butterflies and Hurricanes” – 4:48
2. „Butterflies and Hurricanes” (teledysk) – 4:48
3. „The Groove in the States” (live)
4. materiał filmowy „Raw video”

### Promo CD
1. „Butterflies and Hurricanes” (radio edit) – 4:10
2. „Butterflies and Hurricanes”